# Quận Reynolds, Missouri
Quận Reynolds là một quận thuộc tiểu bang Missouri, Hoa Kỳ. Theo điều tra dân số năm 2000 của Cục điều tra dân số Hoa Kỳ, quận có dân số 6689 người 2. Quận lỵ đóng ở Centerville 6

## Địa lý
Theo Cục điều tra dân số Hoa Kỳ, quận có tổng diện tích 2109 km2, trong đó có 8 km2 là diện tích mặt nước.

### Xa lộ
- Route 21
- Route 49
- Route 72
- Route 106

### Quận giáp ranh
- Quận Dent  (tây bắc)
- Quận Iron  (đông bắc)
- Quận Wayne  (đông nam)
- Quận Carter  (nam)
- Quận Shannon  (tây)